# Jeff Campbell
Jeffrey Campbell, detto Jeff (25 agosto 1979), è un ex calciatore neozelandese, di ruolo centrocampista.

## Carriera

### Nazionale
Esordisce con la Nuova Zelanda nel gennaio 2000 contro la Giamaica.